# Scalmicauda oileus
Scalmicauda oileus är en fjärilsart som beskrevs av Sergius G. Kiriakoff 1968. Scalmicauda oileus ingår i släktet Scalmicauda och familjen tandspinnare. Inga underarter finns listade.